# 米格爾·戈麥斯 (棒球運動員)
米格爾·安赫爾·戈麥斯·馬丁內斯（西班牙語：Miguel Ángel Gómez Martínez，1974年5月31日—）為巴拿馬的棒球選手之一，曾經效力於中華職棒兄弟象，守備位置為投手，在中華職棒登錄為馬丁尼。

## 經歷
- 美國職棒多倫多藍鳥隊（小聯盟，1995年～1997年）
- 巴拿馬職棒聯盟（2001年）
- 墨西哥聯盟Mexico City Tigres（2003年）
- 中華職棒兄弟象隊（2003年～2004年）
- 巴拿馬棒球聯賽Bocas Del Toro
- 巴拿馬職棒聯盟Caballos de Cocle（2011年10月～2012年1月）

## 職棒生涯成績
| 年度   | 球隊   | 出賽 | 勝投 | 敗投 | 中繼 | 救援 | 完投 | 完封 | 四死 | 三振 | 責失 | 投球局數 | 防禦率 |
| ------ | ------ | ---- | ---- | ---- | ---- | ---- | ---- | ---- | ---- | ---- | ---- | -------- | ------ |
| 2003年 | 兄弟象 | 9    | 4    | 3    | 0    | 0    | 1    | 1    | 19   | 52   | 11   | 58.2     | 1.69   |
| 2004年 | 兄弟象 | 9    | 3    | 3    | 0    | 0    | 1    | 1    | 27   | 25   | 26   | 50.0     | 4.68   |
| 合計   | 2年    | 18   | 7    | 6    | 0    | 0    | 2    | 2    | 46   | 77   | 37   | 108.2    | 3.06   |

## 特殊事蹟
- 2007年第十五屆泛美運動會對古巴拿下勝投。

## 外部連結
- 米格爾·戈麥斯在台灣棒球維基館上的頁面（繁體中文）
- 米格爾·戈麥斯在美國職棒（英语）
- 米格爾·戈麥斯在中華職棒
- 米格爾·戈麥斯在Baseball-Reference.com（小聯盟以及海外聯盟）（英语）